# Кечінарі
Кечінарі (груз. კეჭინარი) — село в Грузії.
За даними перепису населення 2014 року в селі проживає 251 особа.